# Sd.Kfz. 11
 — Sd.Kfz. 11/2
 — Sd.Kfz. 11/3
 — Sd.Kfz. 11/4
 — Sd.Kfz. 11/5
 — Sd.Kfz. 11 mit Wahrfager
 — Sd.Kfz. 11 mit Scheinwerfer
 — Sd.Kfz. 11 Krankenwagen
 — Sd.Kfz. 30
Sd.Kfz. 11 (Sonderkraftfahrzeug (нім. Спеціальний автомобіль) 11) — німецький напівгусеничний артилерійський тягач періоду Другої світової війни.

## Історія створення
Прототип напівгусеничого артилерійського тягача Sd.Kfz. 11 був розроблений фірмою «Ганза-Ллойд-Голіаф» ще в 1933 році, але серійне виробництво цих машин (тип HLkl 5) з 1936 року здійснювала фірма «Ганомаг» з Ганновера, що вже розпочала виробництво Sd.Kfz 6.
У 1937 році німецькими конструкторами фірми Hanomag була розроблена більш легка, ніж Sd.Kfz 6, машина. Подібно Sd.Kfz 6, нова машина мала напівгусеничний хід. Опорні котки розташовувалися в шаховому порядку.
Потреба в цих тягачах та їх шасі, які використовувалися для виробництва бронетранспортерів типу Sd.Kfz. 251, постійно зростала, і «Ганомаг» не міг повною мірою задовольнити запити армії.
Тому до серійного випуску Sd.Kfz. 11 підключилися також фірми «Адлер», «Шкода» та «Вандерер». Виробництво було розпочато в 1938 році, а закінчено у 1945 році. Модель випускалася на заводах Hanomag, Hansa-Lloyd, Adler, Borgward, Horch і Skoda.

## Історія виробництва
До 1944 року ними були побудовані 9028 тягачів і 15252 шасі для бронетранспортерів Sd.Kfz. 251.
Створення танкових дивізій породило потребу в броньованому транспортному засобі, здатному перевозити піхоту слідом за танками, що швидко просуваються (танки без підтримки піхоти досить вразливі, особливо в містах і лісових масивах). Природно, виникла пропозиція встановити броньований корпус на шасі напівгусеничного тягача Sd.Kfz 11. Виробництво шасі для бронетранспортерів було доручено фірмі «Ганомаг», бронекорпуса — фірмі «Бюссінг-НАГ».
Перші серійні машини надійшли на озброєння 1-ї танкової дивізії в 1939 році.

### Модифікації
Окрім бронетранспортерів сімейства Sd.Kfz. 251 на базі тягача Sd.Kfz. 11 випускали такі спеціалізовані машини:
- Sd.Kfz. 11/1 — машина для постановки димової завіси;
- Sd.Kfz. 11/2 — дегазаційна машина;
- Sd.Kfz. 11/3 — машина з обладнанням для змивання і знезараження отруйних речовин;
- Sd.Kfz. 11/4 — модернізований варіант Sd.Kfz. 11/1;
- Sd.Kfz. 11/5 — машина з реактивною пусковою установкою Nebelwerfer 42;
- Sd.Kfz. 11 mit Wahrfager — інженерна бурова машина;
- Sd.Kfz. 11 mit Scheinwerfer — самохідна прожекторна установка;
- Sd.Kfz. 11 Krankenwagen — санітарна машина для німецької берегової охорони;
- Sd.Kfz. 30 — зенітна самохідна установка з 20-мм гарматою Flak 38 на поворотному верстаті. Гармата була встановлена в задній частині машини на платформі з відкидними гратчастими бортами. Передня частина ЗСУ була броньована, причому форма лобової броні захищала радіатор і моторний відсік, конструкція її була запозичена у бронетранспортера Sd.Ktz. 251. Але на цьому всяка схожість з останнім закінчувалося, решта бронювання була розроблена заново для забезпечення захисту боєприпасів і всього екіпажу.

Контракт на виробництво 2400 бронекорпусів і їх встановлення на шасі типу Нк16Р отримала фірма «Ауто-Юніон». Збірку 20-мм ЗСУ вона здійснювала на своєму заводі «Хорх» в Цвіккау. Перші 5 напівгусеничних ЗСУ були зібрані в березні 1941 р., а всього до кінця лютого 1945 р з воріт заводу вийшли 604 бойові машини.

## Конструкція і компонування

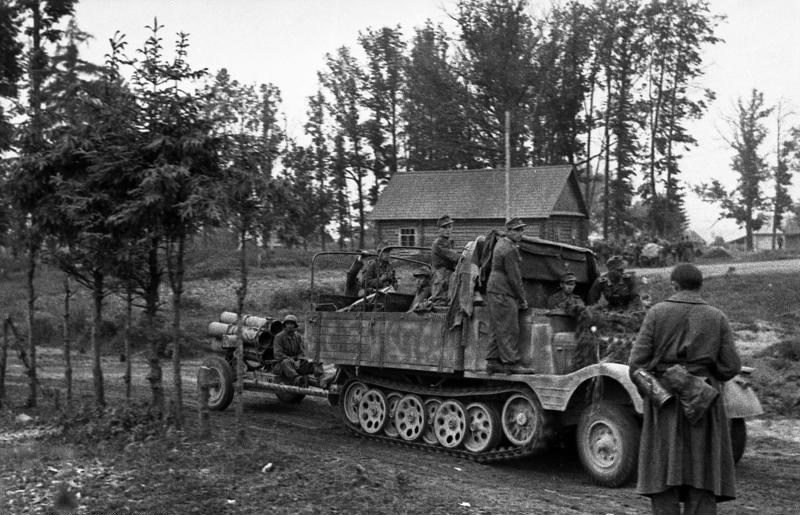
Буксирування небельверфера десь в Росії

Базова модифікація артилерійського тягача Sd.Kfz. 11 була побудована за компонувальною схемою із переднім розташуванням двигуна та неапівгусінною ходовою частиною. Відкритий зверху неброньований кузов кріпиться на рамі шасі, виконаної з коробчастих балок, зварених із сталевого кутникового профілю і посилених траверсами.
У відділенні управління знаходилися робочі місця водія і командира машини. У розпорядженні водія були прилади контролю роботи двигуна (давачі температури, тиску масла, тахометр, покажчик кількості палива), спідометр і контрольні індикатори електрообладнання.
Управління машиною здійснювалося за допомогою керма і педалей зчеплення, гальма і газу. Праворуч від сидіння водія розташовується важіль перемикання швидкостей коробки передач і важіль ручного гальма.
У середній частині кузова за водійською кабіною в спеціальному відсіку зберігався боєкомплект артсистеми, що буксирувалася.
В задній частині кузова на двох рядах сидінь, розташованих уздовж бортів, містився артилерійський розрахунок у складі 6-7 осіб.
Для захисту від дощу і снігу над кузовом і кабіною розгортався брезентовий тент.

### Двигун і трансмісія

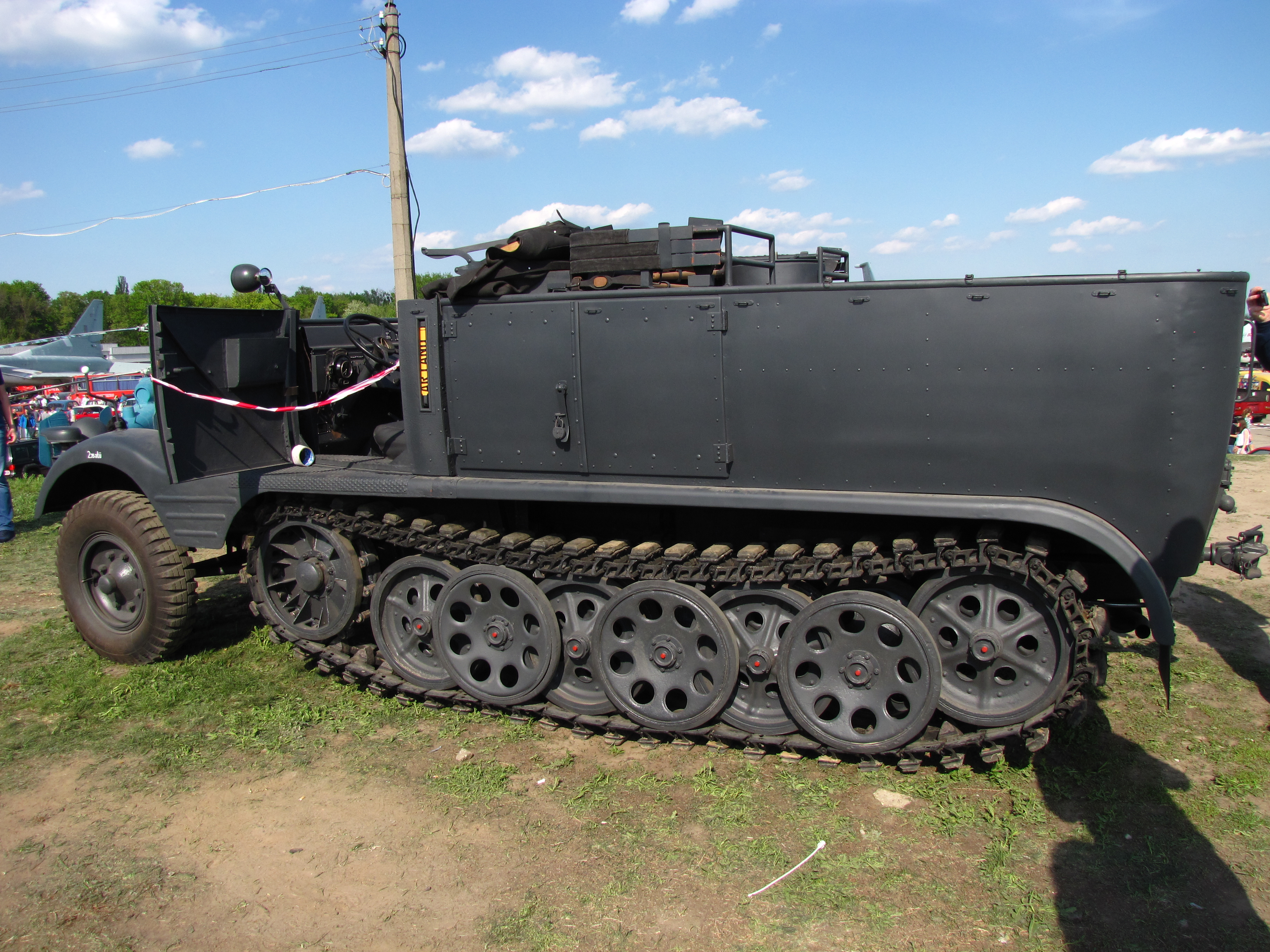
У Києві, Old Car Land 2018

У моторному відсіку тягача був встановлений шестициліндровий рядний двигун карбюраторний рідинного охолодження «Майбах» HL 42 TUKRM з верхнім розташуванням клапанів (по одному клапану на кожен циліндр). Робочий об'єм двигуна становив 4171 см³. При 2800 об/хв (максимум 3000 об/хв) він розвивав потужність 73,6 кВт (100 к. с.).
З двигуном взаємодіяла трансмісія, до складу якої входили сухе дводискове зчеплення із гідравлічним приводом «Фіхтель унд Сакс мека» PF220K, чотирьохшвидкісна планетарна коробка передач «Ганомаг» 021 32785 U50, що забезпечувала рух машини вперед на чотирьох швидкостях і задній хід, демультиплікатор, подвійний диференціал, гідравлічні і пневматичні гальма.
Для руху по пересіченій місцевості включалася спеціальна передача.
Перемикання швидкостей здійснювалося за допомогою двох важелів, розташованих праворуч від сидіння механіка-водія. Передні колеса обладннувалися пневматичними дисковими гальмами «Клетрак» (допоміжне гальмо), ведучі колеса гусениць — також пневматичними дисковими гальмами (головне гальмо). Гальмівну систему типу 440x80 виробляла фірма «Перро».
Силова установка дозволяла тягачу із бойовою масою 5,625 т рухатися по дорогах з твердим покриттям з максимальною швидкістю 53 км/год. З повним баком запас ходу становив 275 км.

### Електрообладнання
Електрообладнання тягача живилося від 12-вольтового генератора «Бош» RKCN 300/12-1300 потужністю 300 Вт і двох 12В- свинцевих акумуляторів «Бош» ємністю по 75 А. год. Акумулятори розміщувалися в контейнері під сидінням командира машини. Ці джерела енергії забезпечували підсвічування приладів управління, роботу клаксона, фар, ходових і габаритних вогнів.

### Ходова частина
До складу напівгусеничної ходової частини тягача входили керований передній міст з поперечною напівеліптичною листовою ресорою, обладнаний колесами з пневматичними низькопрофільними шинами «Континентал» або «Мішелін» розміром 190-18 і гусеничний рушій з індивідуальною торсіонною підвіскою, який, щодо одного борту, складався з ведучого колеса переднього розташування, напрямного колеса заднього розташування із гвинтовим натяжним механізмом і шести здвоєних обгумованих опорних котків, розміщених у шаховому порядку у три ряди. Опорними були котки лише з двох внутрішніх рядів. Зовнішній ряд котків сприймав навантаження лише при русі по бездоріжжю. Перший опорний коток в правому ряду на 140 мм був зміщений назад у зв'язку з особливістю кріплення торсіонних валів.
Опорні котки з вісьмома круглими отворами штампувалися з листової сталі товщиною 8-12 мм і забезпечувалися гумовими бандажами.
Ведучі колеса були литими.
У ходовій частині застосовувалися дрібноланкові, одногребіневі, однопальцеві гусениці з амортизуючими гумовими вкладишами. При ширині 280 мм довжина правої гусениці становила 7840 мм (складалася з 56 траків), лівої — 7700 мм (складалася з 55 траків).
Ширина гусеничної колії — 1600 мм.
Управління машиною при поворотах до 15° забезпечувалося поворотом передніх коліс, як у звичайного автомобіля. Однак при повороті з великим кутом уповільнювальний механізм відключав ходову частину з внутрішнього радіусу повороту і разом з тим перемикав від 56 до 100 відсотків потужності на гусеницю з зовнішньої сторони повороту.

## Застосування
Артилерійські тягачі Sd.Kfz. 11 використовувалися головним чином для буксирування легких 105-мм польових гаубиць leFH 18, 75-мм протитанкових гармат Рак 40, 37-мм гармати Flak 36 і FlaK 37, а також реактивних пускових установок Nebelwerfer 42, однак до кінця війни їм довелося виконувати й інші завдання.
Станом на 1 березня 1945 року в лінійних частинах вермахту залишалося ще 1938 тягачів Sd. Kfz. 11.